# Малый Октябрь
«Ма́лый Октя́брь» (каз. Қазақстандағы ұжымдастыру, Кіші Қазан) — название политического курса властей Казахстана в 1926—1927 годах, направленного на подавление местных национальных элит и усиление административного и экономического контроля над жизнью республики.

## Предыстория
Большевики не имели никаких рычагов влияния на кочевое население, которое, в отличие от рабочих центральных районов страны, не зависело от централизованной системы распределения товаров. Основной опорой большевиков в регионе была немногочисленная казахская интеллигенция, поддерживавшая их только на условиях широкой автономии и невмешательства в традиционную жизнь республики.
Всё это давало основания центральным властям считать Казахстан потенциально малолояльной территорией, а его руководство — ненадёжным. Определённые виды у центральных властей имелись и на поголовье скота, находившееся в руках казахских родов. Значительная часть казахов вела кочевой образ жизни. По данным переписи 1926 года, только 23 % аульных хозяйств были полностью оседлыми.

## Голод в Казахстане в 1919—1922 годах
Главный редактор литературного журнала «Простор» Валерий Фёдорович Михайлов:
…Ещё один момент. Почему-то когда мы говорим про голод в степи, то сразу подразумевается голод 30-х годов. А ведь в Казахстане это был второй голод. Первый был в 1919—1922 годах. Поэтому когда исследователи будут заниматься этой проблемой, должны её разделить на первый и второй периоды.
Первый голод тоже был страшным. Он больше коснулся южного региона, хотя в той или иной мере пострадали все жители Казахстана. Если в 30-х годах по различным оценкам погибло от 1,5 до 2 миллионов человек, то в первый голод — около одного миллиона человек. Так что казахи, действительно, за каких-то 10—15 лет лишились около половины населения. Мировая история не знает трагедии подобного масштаба. И каждый казах просто обязан знать, помнить об этой трагедии…

## Чистка руководства КазАССР
Осенью 1925 года первым секретарём ЦК Компартии Казахской АССР стал Филипп Исаевич Голощёкин. Голощёкин сразу после прибытия в Кызыл-Орду в декабре 1925 года, выступая на партконференции в Кызыл-Орде, заявил, что до его приезда в Казахстане никакой советской власти не было. Своим заявлением он подчеркнул, что ему придётся начинать с нуля, перечёркивая работу, проделанную его предшественниками.
К 10-му юбилею Октября в 1927 году Голощёкин выступает автором двух работ — «Казахстан на Октябрьском смотре» и «10 лет Советской власти», где он обосновывает необходимость эскалации чрезвычайщины, буквально призывая к идее гражданской войны в ауле. На имя Сталина Голощёкин отправил письмо, где обосновал необходимость проведения в Казахстане «Малого Октября» и просил «добро» на это мероприятие..Следующим шагом должен был стать массовый переход казахов к оседлости.
Прекрасно понимая, что эти мероприятия вызовут протест со стороны местных коммунистов, Голощёкин начал борьбу с теми партийными лидерами, которые не разделяли его взглядов. Уже в 1926 году в «национал-уклонизме» были обвинены С. Садвакасов и С. Ходжанов. Гонениям подверглись С.Сейфуллин, М. Мурзагалиев, Н. Нурмаков, С. Мендешев и другие. Многие из них были удалены из республики. Ж. Султанов, С. Садвакасов, Ж. Мынбаев сняты со своих постов. В конце 1928 года начались первые аресты политических противников Голощёкина, в числе которых были А. Байтурсынов, М. Дулатов, Ж. Аймауытов, М. Жумабаев. Через два года были арестованы М. Тынышпаев, Ж. Досмухамедов, X. Досмухамедов и многие другие представители национальной интеллигенции.

## Ход коллективизации
Голощёкин начал претворение в жизнь своей идеи «Малого Октября». В 1926—1927 годы был осуществлён передел пахотных и пастбищных угодий. Около 1 360 тыс. десятин сенокосов и 1 250 тыс. десятин пашни были отобраны у зажиточных хозяйств и переданы беднякам и среднякам. Следующим шагом стала конфискация имущества крупных баев и султанов-скотовладельцев с выселением их вместе с семьями за пределы районов проживания. 3 мая 1928 года ЦК ВКП (б) приняло постановление о необходимости конфискации имущества и выселения крупных скотоводов.
28 августа 1928 года ЦИК и СНК Киргизской АССР издали Декрет «О конфискации байских хозяйств», который предусматривал "выселение тех наиболее крупных скотоводов из коренного населения, которые, сохраняя полуфеодальные, патриархальные и родовые отношения, своим имущественным и общественным влиянием препятствуют советизации аула". Декрет распространялся на весь советский Казахстан, кроме Адаевского округа, Кара-Калпакскую автономную область и хлопководческие районы бывших Джетысуйской и Сырдарьинской губерний. Также вышло Постановление ЦИК и СНК КАССР от 13 сентября 1928 года «Об уголовной ответственности за противодействие конфискации и выселению крупнейшего и полуфеодального байства».
Для конфискации имущества крупных скотоводов было установлено:
- Выселить с конфискацией скота 600 семей. В их число включены султанские и ханские потомки из числа торе, бывшие волостные управители, получившие награды от царского правительства и крупные «баи-полуфеодалы», владевшие огромным количеством скота. К крупным хозяйствам, в кочевых районах отнесли семьи, имевшие более 400 голов скота (в пересчёте на крупный), в полукочевых – более 300, в остальных - более 150 голов;
- Созданы специальные окружные комиссии по конфискации, которым была подчинена милиция.

## Последствия
В своём послании начальник «Казнархозучёта» Мухтар Саматов сообщал, что население Казахстана уменьшилось на 971 тысячу человек. Как оказалось, советские руководители намеренно занижали потери населения от голода. По окончании переписи 1937 года Сталин вместо прироста населения обнаружил его убыль. Сталин выразил возмущение и недоверие итогом работы переписчиков и всех, кто принимал в ней участие, приказал объявить «врагами народа». В числе первых был казнён Мухтар Саматов и его непосредственный начальник, руководитель Всесоюзного нархозучёта — Иван Краваль. Кроме того, в Казахстане были расстреляны все без исключения областные и районные руководители нархозучёта — якобы они намеренно уменьшали количество населения и тем самым сыграли на руку врагам СССР.
За время проведения коллективизации, огромные потери понесло животноводство: с 1928 по 1932 год численность крупного рогатого скота сократилась с 6 млн 509 тыс. до 965 тыс. голов, овец — с 18 млн 566 тыс. до 1 млн 386 тыс. голов, лошадей — с 3 млн 616 тыс. до 416 тыс. голов, верблюдов — с 1 млн 42 тыс. до 63 тыс. голов.
.
За «самоуправство», Филипп Голощёкин в октябре 1939 года был арестован по обвинению в антисоветской деятельности и перегибах в коллективизации. Два года провёл в следственном изоляторе. В октябре 1941 года был переведён в Куйбышев и там расстрелян. В постановлении о предъявлении обвинения указывается, что он

«изобличается в том, что являлся участником антисоветской организации, проводил борьбу против ЦК ВКП(б) и занимался педерастией...» 